# 21732 Румері
21732 Румері (21732 Rumery) — астероїд головного поясу, відкритий 9 вересня 1999 року.
Тіссеранів параметр щодо Юпітера — 3,364.